# Apicia mera
Apicia mera är en fjärilsart som beskrevs av Druce 1892. Apicia mera ingår i släktet Apicia och familjen mätare. Inga underarter finns listade i Catalogue of Life.